# Castianeira floridana
Castianeira floridana is een spinnensoort uit de familie van de loopspinnen (Corinnidae).
De wetenschappelijke naam van de soort werd in 1904 als Thargalia floridana gepubliceerd door Nathan Banks.